# Nurses - Nel cuore dell'emergenza
Nurses - Nel cuore dell'emergenza (Nurses) è una serie televisiva canadese, creata da Adam Pettle e prodotta da Ilana Frank, Adam Pettle, Vanessa Piazza e Tassie Cameron. È un medical drama incentrato sulla vita dei cinque nuovi infermieri nell'immaginario St. Mary's Hospital di Toronto e vede come protagonista Tiera Skovbye, Natasha Calis, Jordan Johnson-Hinds, Sandy Sidhu e Donald MacLean Jr..
La serie è stata trasmessa in prima visione assoluta in Canada su Global dal 6 gennaio 2020. In Italia è andata in onda su Sky Serie dal 4 luglio al 5 settembre 2022.

## Trama
Toronto. Cinque giovani infermieri iniziano il loro lavoro al St. Mary's Hospital dove saranno messi alla prova da svariati problemi lavorativi e non. Qui vedranno nascere amicizie, relazioni sentimentali e rivalità, alcuni dovranno fare i conti con un passato che ha sconvolto le loro vite.

## Episodi
| Stagione         | Episodi | Prima TV Canada | Prima TV Italia |
| ---------------- | ------- | --------------- | --------------- |
| Prima stagione   | 10      | 2020            | 2022            |
| Seconda stagione | 10      | 2021            | 2022            |

## Personaggi e interpreti

### Personaggi principali
- Grace Knight (stagioni 1-2), interpretata da Tiera Skovbye, doppiata da Roberta Maraini.
Ragazza sincera e molto preparata che ha diversi problemi sulle spalle. Fuggita dal General, ufficialmente licenziata, per le continue molestie subite ha deciso di rifarsi una carriera al St. Mary's Hospital dove ha una ricaduta quando si presenta il dott. Thomas Hamilton, la persona che la molestava al General. Nel privato ha una relazione amorosa con Kabir che è fidanzato con un'altra ragazza.
- Ashley Collins (stagioni 1-2), interpretata da Natasha Calis, doppiata da Martina Tamburello.
Ragazza schietta che non si fa problemi a dire le cose come stanno, spesso causando problemi e incomprensioni. Dichiaratamente lesbica inizierà una relazione complicata con Caro fino al'arrivo Candy.
- Keon Colby (stagioni 1-2), interpretato da Jordan Johnson-Hinds, doppiato da Alessandro Germano.
Da ragazzo era una giovane promessa di football, durante una partita un suo placcaggio ha costretto l'avversario sulla sedia a rotelle; questa esperienza lo ha segnato portandolo a diventare un infermiere per aiutare gli altri. Sul lavoro si innamora di Vanessa con la quale inizia una relazione fino a quando lei non prende le distanze; con il tempo si accorge di provare qualcosa per Nazneen.
- Nazneen Khan (stagioni 1-2), interpretata da Sandy Sidhu, doppiata da Chiara Francese.
Ragazza solare di origini indiane, proviene da una famiglia benestante. Si è trasferita in Canada per studiare medicina e lavorare come infermiera. Il tutto senza l'aiuto economico della sua famiglia e questo la metterà nei guai. Sul lavoro viene attratta da Doug dopo che se ne è presa cura quando era ricoverato, la relazione però è tossica e quando se ne accorge ha la forza di allontanarsi. Questa relazione le fa capire di provare qualcosa per Keon.
- Wolf Burke (stagioni 1-2), interpretato da Donald MacLean Jr., doppiato da Davide Farronato.
Ha avuto un passato difficile, era malato di leucemia dalla quale è guarito e questa esperienza lo ha portato a diventare infermiere. Sul lavoro si innamora di Ivy con la quale inizia una relazione.

### Personaggi ricorrenti
- Sinead O'Rourke (stagione 1), interpretata da Cathy White, doppiata da Vanessa Giuliani.
È la caposala e il tutor dei nuovi infermieri; ha un forte istinto materno ma ha problemi con l'alcool che la portano a lasciare il lavoro e entrare in un centro di recupero.
- Dott. Evan Wallace (stagione 1), interpretato da Ryan-James Hatanaka, doppiato da Dario Sansalone.
Dottore preparato e solare, lavora spesso con Grace e questa vicinanza lo porta a tentare un timido approccio.
- Damien Sanders (stagioni 1-2), interpretato da Tristan D. Lalla, doppiato da Walter Rivetti.
Infermiere anziano che si occupa di comunicare i reparti giornalieri ai nuovi arrivati e di seguirli in caso di bisogno. Quando Sinead lascia l'ospedale e la gestione diventa più complicata viene promosso a capo infermiere.
- Dott.ssa Vanessa Banks (stagioni 1-2), interpretata da Nicola Correia-Damude, doppiata da Alice Bertocchi.
Dottoressa molto preparata e donna solare, nel privato è divorziata e ha un figlio. Quando intraprende una relazione con Keon la sua vita privata la trattengono.
- Kabir Pavan (stagione 1), interpretato da Raymond Ablack, doppiato da Andrea Beltramo.
Ragazzo che ha una relazione con Grace nonostante sia fidanzato con un'altra donna. Quando programma il matrimonio viene lasciato definitivamente da Grace, questa cosa però non influisce successivamente quando la aiuta a svincolarsi dalla denuncia contro il dott. Hamilton.
- Caro (stagioni 1-2), interpretata da Alexandra Ordolis, doppiata da Alessandra Eleonori.
Paramedico che si innamora di Ashley con la quale intraprende una relazione; gli orari di lavoro che non si combaciano e il fatto che si vedono poco rovinerà la loro relazione sentimentale.
- Dott.ssa Rori Niven (stagioni 1-2), interpretata da Trish Fagan, doppiata da Stefania Giuliani.
È la psichiatra dell'ospedale, si occupa sia di pazienti che di colleghi.
- Dott. Thomas Hamilton (stagione 1), Peter Stebbings, doppiato da Oliviero Cappellini.
Primario di chirurgia al General, che dopo una vicenda particolare ha fatto licenziare Grace, ora ricopre il ruolo di amministratore delegato del St. Mary's Hospital fino a quando Grace non lo accusa di molestie ed è costretto a dimettersi.
- Red (stagioni 1-2), interpretato da Ryan Blakely, doppiato da Dimitri Riccio.
Inserviente dell'ospedale che arrotonda rubando medicinali, in particolare morfina, per conto di Malik; con sotterfugi riesce ad avere potere su Wolf.
- Dott. Eric Reyes (stagioni 1-in corso), interpretato da Paulino Nunes, doppiato da Roberto Accornero.
- Matteo Rey (stagione 2), interpretato da Jordan Connor, doppiato da Andrea Rotolo.
Infermiere neo assunto dalla nuova direttrice generale che dopo un inizio in cui si è inimicato Grace e altri colleghi trova il modo di riconquistarli. Lavora a stretto contatto con Grace con la quale intraprende una relazione sentimentale.
- Kate Faulkner (stagione 2), interpretata da Rachael Ancheril, doppiata da Valentina Pollani.
È la nuova direttrice generale dell'ospedale che ha sostituito il dott. Hamilton. Le stanno a cuore i pazienti e anche tutto lo staff per cui si attiva per mantenere uno standard alto di competenze.
- Candy Kemper (stagione 2), interpretata da Katie Uhlmann, doppiata da Arianna Craviotto.
Ragazza positiva e solare che cerca sempre di fare gruppo e rendere felice la giornata di tutti quelli che incontra, pazienti e non. Anche lei è lesbica e ha già una relazione ma quando la compagna cerca di baciare Ashley la lascia. Lei e Ashley inizialmente non si sopportavano per via di caratteri contrapposti ma con il tempo le due si attraggono.
- Dott. Mike Goldwyn (stagione 2), interpretato da Matt Gordon, doppiato da Donato Sbodio.
- Dott.ssa Ivy Turcotte (stagione 2), interpretata da Humberly González, doppiata da Annalisa Longo.
Dottoressa che è in terapia per abuso di farmaci, qui incontra Wolf con in quale inizia una relazione. Il suo problema con la droga la allontanerà da lui.

## Produzione
La Corus Entertainment a fine 2019, ancora prima della trasmissione della prima stagione, ha annunciato di aver ordinato la produzione della seconda stagione.
Nel marzo 2023 Global ha cancellato la serie dopo due stagioni.

## Promozione
Il 12 novembre 2019 la Global ha diffuso il trailer in lingua inglese annunciando che la serie avrebbe debuttato il 6 maggio 2020.

## Distribuzione

### Data di uscita
Le date di uscita internazionali nel corso del 2020 sono state:
- 6 gennaio in Canada e Turchia
- 12 maggio nei Paesi Bassi
- 29 giugno in Australia
- 17 agosto in Germania
- 10 novembre in Francia
- 7 dicembre negli Stati Uniti d'America

Le date di uscita internazionali nel corso del 2021 sono state:
- 22 febbraio in Corea del Sud
- 8 aprile in Spagna
- 29 novembre in Svezia

Le date di uscita internazionali nel corso del 2022 sono state:
- 10 gennaio in Indonesia
- 31 marzo negli Emirati Arabi Uniti
- 4 luglio in Italia

## Riconoscimenti
- ACTRA Toronto Awards
  - 2021 – Candidato a miglior interpretazione di un attore a Adrian Walters[5]
  - 2022 – Candidato a miglior interpretazione di un attore maschile o no-gender a Emeka Agada[6]

## Casi mediatici
Negli Stati Uniti d'America la rappresentazione degli ebrei chassidici nell'episodio Achilles Heel è stata etichettata come antisemita dai membri della comunità ebraica. Nell'episodio quando il paziente ebreo chassidico viene ricoverato per una lesione alla gamba, il padre del paziente obietta su chi potrebbe essere il donatore deceduto dell'innesto osseo (insieme al figlio che pratica sport, in una rappresentazione estrema di un archetipo chassidico) dicendo «una gamba goyim. Da chiunque. Un arabo, una donna?». Il paziente rifiuta quindi la procedura di innesto osseo, in realtà la legge ebraica non ha obiezioni o divieti contro tale procedura.
L'episodio è stato susseguito da diverse dichiarazioni:
- Seffi Kogen dell'American Jewish Committee ha definito la scena «la cosa più antisemita che abbia mai visto in uno show televisivo» e che la legge ebraica «dà la precedenza alla guarigione e alla salvezza delle vite [e] non vi è alcun divieto sul tipo di innesto osseo»;[7]
- B'nai Brith Canada ha dichiarato che la rappresentazione «perpetua falsi e pericolosi stereotipi antisemiti» e ha chiesto ai produttori di scusarsi;[8]
- Simon Wiesenthal Center ha dichiarato in un comunicato che «gli autori di questa scena hanno fatto il pieno di ignoranza e di perniciosi stereotipi negativi» e che «gli ebrei ortodossi sono bersaglio di violenti crimini d'odio (nella città di New York, gli ebrei sono il primo bersaglio di crimini d'odio negli Stati Uniti); non si tratta di un lapsus. Si è trattato di un attacco vile e di bassa lega, mascherato da fiction televisiva».[9]

In risposta la NBC ha ritirato l'episodio dalle sue piattaforme digitali. In Canada l'episodio è stato rimosso a livello nazionale dalla Corus, società madre di Global, dal sito web e dalle piattaforme digitali senza prevederne la messa in onda di repliche.